# Liste von Persönlichkeiten der Stadt Elbląg
Diese Liste enthält Persönlichkeiten, die in der Stadt Elbląg (Elbing) geboren wurden oder gewirkt haben.

## Ehrenbürger

### 1800–1945
- Edward Carstenn (1886–1957), Gymnasiallehrer, Regionalhistoriker und Hochschullehrer
- Joseph Goebbels (1897–1945), Politiker
- Adolf Ernst von Ernsthausen (1827–1894), Verwaltungsjurist und Politiker
- Hermann Göring (1893–1946), Politiker
- Ferdinand Schichau (1814–1896), Maschinenbau-Ingenieur, Unternehmer und Gründer der Schichau-Werke
- Georg Steenke (1801–1884), Wasserbauingenieur und Baubeamter
- Max Toeppen (1822–1893), Gymnasiallehrer

### Seit 1946
- Marian Biskup (1922–2012), Historiker
- Gerhard Jürgen Blum-Kwiatkowski (1930–2015), Künstler
- Henryk Iwaniec (* 1947), Mathematiker
- Papst Johannes Paul II. (1920–2005)
- Präsident Lech Wałęsa (* 1943), Politiker und Friedensnobelpreisträger
- Ryszard Rynkowski (* 1951), Musiker

## Geboren in der Stadt

### 1300–1500
- Heinrich III. Sorbom (* um 1340–1401), Bischof vom Ermland

### 1501–1800
- Georg Kleefeld (1522–1576), Danziger Bürgermeister
- Hans von Bodeck (1582–1658), Diplomat und Kanzler in Brandenburg-Preußen
- Samuel Hartlib (1600–1662), Wissenschaftler und Pädagoge in England
- Israel Hoppe (1601–1679), deutscher Bürgermeister und Historiker
- Gustav Adolf von Baudissin (1626–1695), königlich-dänischer Generalleutnant, Oldenburger Geheimrat
- Friedrich Hoffmann (1627–1673), Poet, Rektor am Elbinger Gymnasium
- Peter Sohren (um 1630–um 1692), Kantor und Lehrer am Elbinger Gymnasium
- Daniel Bärholz (1641–1688), Ratsherr, Dichter
- Christoph Porsch (1652–1713), evangelisch-lutherischer Theologe und Dichter
- Isaac Feyerabend (1654–1724), Bürgermeister
- Anna Rupertina Fuchs, geborene von Pleitner (1657–1722), Lyrikerin und Dramatikerin
- Wilhelm Durham (1658–1735), preußischer Geheimer Rat, Generalfiskal und Bürgermeister
- Christian Wernicke (1661–1725), Epigrammatiker
- Nathanael Sendel (1686–1757), Arzt, Natur- und Bernsteinforscher
- Christian Renatus Braun (1714–1782), Jurist und Hochschullehrer
- Johann Ernst Schubert (1717–1774), deutscher evangelischer Theologe
- Gottfried Achenwall (1719–1772), Historiker und Jurist
- Johann Heinrich Ammelung (1746–1796), Lokalchronist und Wappensammler
- Karl Ferdinand Friese (1770–1837), auf Gut Kanten geborener Staatssekretär, Präsident der Preußischen Hauptbank
- Jacob von Riesen (1786–1864), Dampfschiff-Reeder und Zeitungsverleger
- August Ferdinand von Arnauld de la Perière (1786–1863), preußischer Generalleutnant
- Wilhelm Baum (1799–1883), Mediziner und erster Ehrenbürger von Danzig
- Wilhelm Eduard Albrecht (1800–1876), Jurist, einer der „Göttinger Sieben“

### 1801–1850
- Bruno Erhard Abegg (1803–1848), Politiker, Jurist, Polizeipräsident von Königsberg
- Friedrich Ludwig Sieffert (1803–1877), evangelischer Theologe und Hochschullehrer
- Karl Heinrich Burow (1809–1874), Chirurg, Augenarzt und Hochschullehrer
- Johann Benjamin Groß (1809–1848), Violoncellist und Komponist
- Meta Abegg (1810–1835), deutsche Pianistin
- Hieronymus Truhn (1811–1886), Komponist
- Hermann Haase (1814–1871), Politiker
- Ferdinand Schichau (1814–1896), Gründer der Schichau-Werke in Elbing und Danzig
- Julius Dickert (1816–1896), Reichstagsabgeordneter
- Gotthard August Ferdinand Keber (1816–1871), Mediziner, Physiologe, Embryologe und Entwicklungsbiologe
- Walter Rogge (1822–1892), Journalist
- August Fricke (1827–1895), Architekt
- Adolf Richard Stellmacher (1831–1907), Reichsgerichtsrat
- Carl Johann Christian Zimmermann (1831–1911), Architekt
- Joseph Kolberg (1832–1893), Jesuit, Mathematiker und Geograph
- Emil Berenz (1833–1907), Reeder, Kaufmann
- Heinrich Alfred Reinick (1836–1907), Verwaltungsbeamter, Landrat und Oberverwaltungsgerichtsrat
- Hermann Schaper (1840–1905), Generalarzt, Direktor der Charité
- Wilhelm Housselle (1841–1910), Architekt und Eisenbahnbaumeister
- Hermann Baumgart (1843–1926), Literaturhistoriker
- Friedrich Busch (1844–1916), Zahnarzt, Chirurg und Hochschullehrer
- Moritz Litten (1845–1907), Mediziner
- Adolph Phillips (1845–1886), Journalist und linksliberaler Politiker
- Hans Jordan (1848–1923), Jurist, Bankier, Unternehmer und Mäzen
- Emil Zimmermann (1850–1915), Latinist, Gymnasiallehrer in Ostpreußen
- Armin Wegner (1850–1917), Architekt

### 1851–1900
- Elisabeth Ziese (1854–1919), deutsche Pianistin und Organistin
- Albert Zimmermann (1854–1925), Klassischer Philologe
- Franz Komnick (1857–1938), Gründer der Komnick Automobilwerke
- Hermann Schirmacher (1857–1925), deutscher Jurist, Richter am Reichsgericht
- Erner Hübsch (1858–1925), Stummfilmschauspieler
- Paul Entz (1859–1936), Kaufmann und niederländischer Konsul
- Max Georg Zimmermann (1861–1919), Kunsthistoriker
- Max Gabriel (1861–1942), Komponist und Dirigent
- Louis Arthur Kickton (1861–1940), Chemiker
- Julius Levin (1862–1935), Mediziner, Schriftsteller und Geigenbauer
- Albert Patry (1864–1938), Schauspieler
- Reinhold Felderhoff (1865–1919), Bildhauer
- Paul Simson (1869–1917), Regionalhistoriker
- Hermann Schulz (1872–1929), Politiker (SPD), Mitglied der Weimarer Nationalversammlung
- Hans Goltz (1873–1927), Kunsthändler und Pionier der modernen Kunst
- Fritz Litten (1873–1940), Jurist und Hochschullehrer in Königsberg
- Hans Neufeldt (1874–1963), Ingenieur und Unternehmer
- Max Hein-Neufeldt (1874–1953), Maler des späten deutschen Impressionismus
- Harry Schultz (1874–1958), Maler
- Paul Emil Gabel (1875–1938), Kunstmaler und Zeichner
- Heinrich Splieth (1877–1929), Bildhauer
- Paul Fechter (1880–1958), Germanist, Theaterkritiker, Redakteur und Schriftsteller
- Fritz Horn (1880–1972), Schiffbauingenieur und Hochschullehrer
- Hugo Olschewski (1881–1940), Schauspieler und Theaterinspizient
- Erich Wiems (1883–1940), Journalist
- Hans Boltz (1883–1947), Geodät
- Georg Bessau (1884–1944), Mediziner
- Georg Reiss (1885–1943), Heeresgeneralintendant im Generalgouvernement
- Albrecht Schaeffer (1885–1950), Schriftsteller
- Hans Fechter (1885–1955), Marineoffizier, zuletzt Admiral (Ing.) der Reichsmarine
- Richard Gronau (1886–1964), Maler
- Bruno Moeller (1887–1964), Manager und Politiker, Abgeordneter im Landtag von Niedersachsen
- Max Carstenn (1888–1970), Altphilologe
- Werner Contag (1892–1967), Baubeamter
- Hans Leistikow (1892–1962), Graphiker
- Grete Leistikow (1893–1989), Fotografin
- Lotte Pulewka (1893–1966), Sozialistin
- Franz Basner (1896–nach 1945), NS-Funktionär
- Paul Pulewka (1896–1989), Pharmazeut und Toxikologe
- Else Reventlow (1897–1984), Lehrerin und Frauenrechtlerin
- Walter Sperling (1897–1975), Autor und Grafiker
- Paul Preuss (1897–1970), Politiker (SPD), Mitglied des Landtags von Schleswig-Holstein
- Curt Wohlgemuth (1897–nach 1945), deutscher Landrat
- Alfred Arndt (1898–1976), Architekt und Bauhausmeister
- Max Reimann (1898–1977), deutscher Politiker, Vorsitzender der KPD bis 1956
- Hasso von Etzdorf (1900–1989), Diplomat

### 1901–1945
- Lutz Weltmann (1901–1967), Literaturkritiker
- Kurt Huhn (1902–1976), Schriftsteller
- Grete Mildenberg, geborene Hill (1902–1969), Arbeiterin und Politikerin (KPD)
- Erich Brost (1903–1995), Redakteur
- Paul Dargel (1903–?), Politiker (NSDAP)
- Hellmut Draws-Tychsen (1904–1973), Schriftsteller
- Hans-Robert Mezger (1904–1975), Jurist, Richter am Bundesgerichtshof
- Heinz von Schumann (1911–1993), Organist und Chorleiter
- Günter Kuhnke (1912–1990), Admiral
- Ilse Collignon (1913–2003), Journalistin, Literaturagentin und Autorin
- Erich Arndt (1916–1996), Wirtschaftswissenschaftler und Hochschullehrer
- Dora Grabosch (1916–1994), Malerin
- Felix Knemöller (1916–1993), Moderator, Schauspieler und Hörspielsprecher
- Artur Liebig (1921–2016), Grafiker und Gebrauchsgrafiker, vor allem Buchgestalter
- Hans-Viktor Schulz-Klingauf (* 1921), Wirtschaftswissenschaftler, Vorstandsmitglied der Kaufhof AG, Präsident der Außenhandelsvereinigung des Deutschen Einzelhandels
- Leonore Suhl (* 1922), Schriftstellerin
- Hans Otto Hammer (1924–2012), Ingenieur und Professor für Technische Chemie an der RWTH Aachen
- Ursula Kuhn-Jakubczyk (1925–1999), Schriftstellerin
- Heinz Friese (1926–1998), Herborner Stadtoriginal
- Hans-Dieter Lange (1926–2012), Fernsehjournalist, Chefsprecher
- Lieselott Enders (1927–2009), Archivarin und Historikerin
- Hans Dieter Baehr (1928–2014), Angewandter Mathematiker und Hochschullehrer
- Tilly Boesche-Zacharow (1928–2025), Schriftstellerin
- Renata Ahrens (1929–2023), Schmuckgestalterin und Kunsthandwerkerin
- Gerhard Jürgen Blum-Kwiatkowski (1930–2015), Künstler, Ehrenbürger
- Horst Ochs (1931–2002), Gewerkschaftler und Politiker
- Reinhard Dassler (1933–2023), Maler und Graphiker
- Hans-Jürgen Krupp (1933–2024), Ökonom und Politiker
- Jürgen Haese (1934–2025), Regisseur und Drehbuchautor
- Brigitte Birnbaum (1938–2024), Schriftstellerin
- Horst-Günter Gregor (1938–1995), Schwimmsportler
- Michael Krupp (* 1938), Theologe und Judaist
- Sabine Meienreis (* 1938), Regisseurin und Puppenspielerin
- Dieter Schulz (* 1938), Mediziner
- Manfred Degen (1939–2022), Pädagoge und Politiker
- Hans Gelderblom (* 1939), Virologe
- Ursula Karusseit (1939–2019), Schauspielerin
- Marie-Luise Salden (* 1939), Bildende Künstlerin und Museumspädagogin
- Klaus-Peter Podewski (* 1940), Professor für Mathematik in Hannover
- Konrad Schulz (1940–2001), Maler, Graphiker, Bildhauer und Objektkünstler
- Sigrun Pfitzenreuter (1941–2015), Malerin und Grafikerin
- Rudolf Werner (* 1941), Journalist und Filmemacher
- Bernd Neumann (* 1942), Politiker, Kulturstaatsminister
- Bärbel Bergmann (* 1943), Psychologin
- Ortwin Runde (* 1944), Politiker

### Seit 1946
- Adam Giersz (* 1947), Minister für Sport und Tourismus
- Władysław Popielarski (* 1950), Handballspieler
- Ryszard Rynkowski (* 1951), Musiker
- Zenon Licznerski (* 1954), Leichtathlet und Olympiamedaillengewinner
- Tadeusz Naguszewski (* 1954), Mediziner und Politiker
- Erwina Ryś-Ferens (1955–2022), Eisschnellläuferin
- Peter Blum (* 1964), deutscher Maler und Grafiker
- Piotr Wadecki (* 1973), Radrennfahrer
- Jerzy Małek (* 1978), Jazzmusiker
- Justyna Zander (* 1980), polnisch-deutsch-amerikanische Wissenschaftlerin, Informatikerin und Unternehmerin
- Marcin Burkhardt (* 1983), Fußballspieler
- Krzysztof Szczucki (* 1986), Jurist, Beamter und Politiker
- Radosław Wojtaszek (* 1987), Schachgroßmeister

## In der Stadt gewirkt

### 1200–1945
- Anselm von Meißen gestorben 1278 in Elbing, Bischof von Ermland
- Ambrosius Feierabend (um 1490–nach 1553), Pfarrer und Reformator
- Jan Amos Comenius (1592–1670), arbeitete von 1642 bis 1648 in Elbing als Schulbuchautor und Lehrer
- Johannes Duraeus (1595/1596–1680), Prediger der englischen Gemeinde
- Johannes Sartorius (1656–1729), Rektor des örtlichen Gymnasiums
- Christian Jacob Koitsch (1671–1734, Elbing), pietistischer Theologe und Kirchenlieddichter
- Johann Friedrich Endersch (1705–1769), kaiserlicher Kartograf
- Georg Steenke (1801–1884), Erbauer des Oberländischen Kanals, Ehrenbürger Elbings
- Wilhelm Hertzberg (1813–1879), Altphilologe, Übersetzer, Gymnasialdirektor in Elbing von Anfang der 1850er Jahre bis 1857
- Roderich Nesselmann (1815–1881), dritter Prediger bei St. Marien, Gründer einer Volksbibliothek
- Johann Ludwig Hinrichs (1818–1901), Mitbegründer der deutschen Baptistengemeinden
- Carl Harder (1820–1898), Pfarrer der Mennonitengemeinde zu Elbing (1868–1898), Gründer einer Handelsschule für Mädchen
- Max Toeppen (1822–1893) Historiker, war von 1882 bis 1893 Rektor des Gymnasiums von Elbing
- Heinrich Josef Splieth (1842–1894), von 1870 bis 1894 Holzschnitzerwerkstatt in der Spieringstraße
- Ernst Hake (1844–1925), Architekt und Postbaumeister, Abiturient des Elbinger Realgymnasiums
- Konrad Friedländer (1831–1896), Lehrer am Elbinger Realgymnasium von 1856 bis 1869, Mitgründer des Elbinger Männerturnvereins (1869)
- Heinrich Elditt (1846–1909), Oberbürgermeister von Elbing, Mitglied des Preußischen Herrenhauses
- Hermann Sudermann (1857–1928), Schriftsteller und Bühnenautor, besuchte die Realschule der Stadt
- Max Gulbins (1862–1932) Kantor der ev. Hauptkirche „Zu den Hl. drei Königen“  1900–1907
- Kurt Wildhagen (1871–1949), Schriftsteller
- Paul Albert Glaeser-Wilken (1874–1942), Regisseur und Schauspieler
- Fritz Wildhagen (1878–1956), Maler
- Theodor Lockemann (1885–1945), Bibliothekar, Leiter des Stadtarchivs
- Bruno Satori-Neumann (1886–1943), Theaterwissenschaftler
- Lisbeth Wirtson (1887–1977), Schauspielerin, debütierte 1910 in Elbing
- Siegbert Neufeld (1891–1971), Bezirksrabbiner und Lokalgeschichtler